# Liste der Fornminnen in Graninge

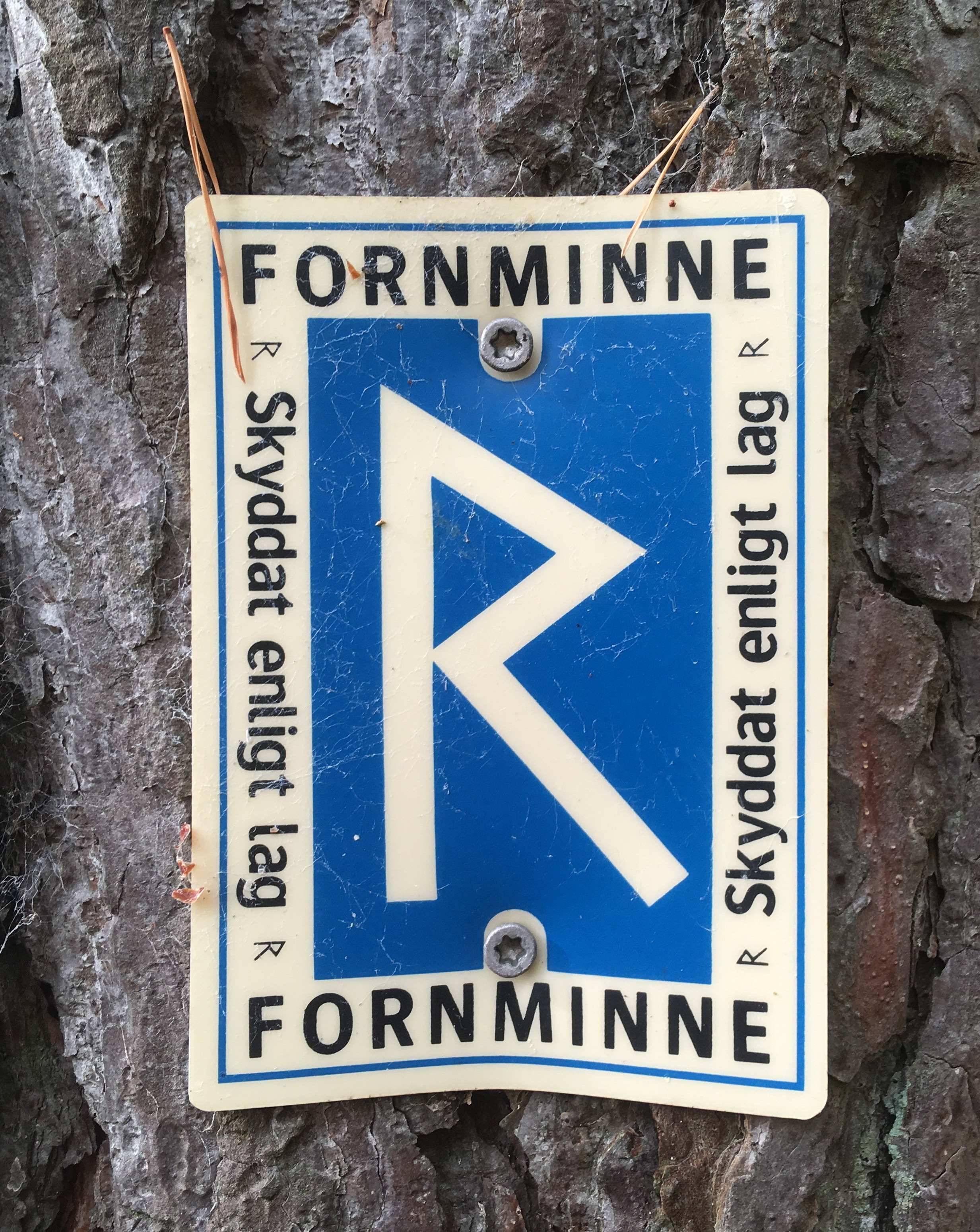
Zeichen für „Fornminnen“ in Schweden

Diese Liste der Fornminnen in Graninge zeigt die „Alten/antiken Denkmale“ (schwedisch fornminnen) im ehemaligen Socken Graninge in der heutigen Gemeinde Sollefteå der schwedischen Provinz Västernorrlands län, sie ist eine Teilliste der „Liste der Fornminnen in Västernorrland“. Die Aufteilung basiert auf der historischen Zuordnung der Gebiete in Socken (siehe auch) und der Einteilung des Zentralamts für Denkmalpflege Riksantikvarieämbetet (RAÄ). Es werden die Fornminnen aufgeführt, die auf dem Suchdienst „Fornsök“ registriert sind, welcher weitere Informationen zu den bekannten kulturhistorischen Überresten in Schweden enthält.

## Begriffserklärung
Fornminnen (schwedisch für alte/antike Denkmale oder archäologische Funde) sind in Schweden alte Objekte und archäologische Funde (Fornlämningar), welche die Überreste menschlicher Aktivitäten in der Vergangenheit bezeichnen, die durch frühere Nutzung entstanden sind und dauerhaft aufgegeben wurden. Dabei gilt für Fornminnen, die vor 1850 entstanden sind, dass sie automatisch durch das Gesetz geschützt sind. Aber auch jüngere Überreste können zu Bodendenkmalen erklärt werden, wenn sie sich an ihrem ursprünglichen Standort befinden und weitgehend erdgebunden sind. Als Fornminnen zählen u. a. Siedlungen und Siedlungsreste aus prähistorischer Zeit, Gräber und Grabstätten, Burgruinen, Ruinen von Klöstern, Kirchen und Schlössern, Steine und Felsen mit Inschriften und Bildern (z. B. Runensteine und Petroglyphen), insofern sie nicht schon als Einzeldenkmal unter Byggnadsminnen (schwedisch für Baudenkmale) oder kyrkliga Kulturminnen (schwedisch für kirchliches Kulturgut) ausgewiesen sind.

## Legende
| ID           | = | ID.Nr. des Denkmalregisters (Fornsök) im schwedische Amt für nationales Kulturerbe (Riksantikvarieämbetet (RAÄ)) |
| Lage         | = | Koordinatenangabe des Standorts                                                                                  |
| Bezeichnung  | = | Bezeichnung des Denkmalobjekts (auch RAÄ-Nr.)                                                                    |
| Beschreibung | = | Name (Denkmaltyp/Dokumentenverweis im Arkivsök) sowie eine kurze Beschreibung des Objekts                        |
| Bild         | = | Bild des Objekts sowie Verweis auf weitere Bilder                                                                |

## Liste Fornminnen Graninge
| ID             | Lage    | Bezeichnung (RAÄ-Nr.) | Beschreibung | Bild           |
| -------------- | ------- | --------------------- | --- | -------------- |
| 10246200640001 | (Karte) | Graninge 55:1         | Graninge 55:1 (Alm / L1936:7063) ehemaliger Bergbauernhof (auch als schwedisch „Stormobodarna“ bezeichnet) auf 390 m ü. NHN, ca. 3,6 km östlich Östergraninge, wo sich auf einer Fläche von 80 x 40 m die Fundamente der Almhütte, der Scheune und eines Nebengebäude erhalten haben, Rodungsstein wurden als Grundstücksgrenzen verwendet. | Weitere Bilder |
| 10246200640001 | (Karte) | Graninge 64:1         | Graninge 64:1 (Alm / L1936:2565) ehemaliges Bergbauerndorf (auch als schwedisch „Sörgraningebodarna“ bezeichnet) etwa 2,5 km südliche Sörgraninge, wo sich auf einer Fläche von 40 x 30 m Reste von sieben Hausfundamente und einer Feuerstelle befinden.                                                                                   | Weitere Bilder |
| 10246201190001 | (Karte) | Graninge 119:1        | Graninge 119:1 (Alm / L1936:7907) ehemaliger Bergbauernhof (auch als schwedisch „Lappbergsbodarna“ bezeichnet), etwa 4,8 km südlich Graninge auf ca.350 m ü. NHN, auf einer Fläche von 220 x 200 m befinden sich Reste von 2 Hausfundamenten, 4 Nebengebäude und zahlreiche verstreute Rodungssteine.                                       | Weitere Bilder |